# アニマル1
『アニマル1』（アニマル・ワン）は、小学館の『週刊少年サンデー』に連載されていた川崎のぼるの漫画作品、およびそれを原作とするテレビアニメである。第14回（昭和43年度）小学館漫画賞受賞作品。

## 概要
アマチュアレスリングでオリンピックを目指す中学生・東一郎を主人公とする作品。俗に言うスポ根漫画の1つであるが、コメディタッチのエピソードや家族とのふれあいエピソードも盛り込んでいるのが特徴。兄弟が多い（7人兄弟）一家という本作の設定は、後年の同作者による『てんとう虫の歌』に引き継がれている。

## ストーリー
5人の弟、妹のナナ子、そして父の小助とともに達磨船「ひがし丸」で水上生活をしている少年・東一郎。東京は墨田区にある「河岸中学校」への転校初日、一郎は校内へ侵入してきた2頭の暴れ牛を叩きのめしたことから学校の人気者となり、様々な運動部から勧誘される。そんな中一郎は、上級生の山彦正が率いるレスリング部から勧誘を受けて山彦とレスリング勝負をするが、一見ひ弱そうな彼にいとも簡単にのされてしまった。この一件でレスリングに興味を覚えた一郎はレスリング部に入部し、メキシコオリンピックを目指して猛特訓をする。

## 登場人物
「声」はテレビアニメ版での担当声優。

### 東一家
東一郎
声 - 竹尾智晴
主人公。7人兄弟の長男。母はなく、父や兄弟と船で暮らす。レスリング部に入部し、小柄な身体ながら強烈なファイトで活躍。アメリカ人レスラー・ヘンリーとの野原での勝負のさなか、2匹のトンボの動きを元に新しい技「アニマル・ドロップ」を編み出す。中学生ながらアメリカ遠征の日本代表メンバーに選ばれる。
東二郎
声 - 富山敬
次男。坊主頭でがっしりしている。
東三郎
声 - 北川知恵
三男、ひょろっと背が高い。温和な性格。
東四郎
声 - 北村弘一
四男。兄弟一の秀才。弟たちだけでなく、兄たちの宿題の面倒まで見る。
東五郎
声 - 田の中勇
五男。食いしん坊でいつも片手におにぎりを持っている。
東六郎
声 - 山本嘉子
六男。兄弟の仲で一番暴れん坊の腕白坊主。
東ナナ子
声 - 栗葉子
兄弟たちの母親代わりのしっかり者。「おフクロさん」と呼ばれる。
東小助
声 - 雨森雅司
兄弟たちの父。ひげを蓄えた大男。ここぞという時には父親らしさを発揮する。

### 河岸中学校の生徒・先生
花村ハルミ
声 - 松尾佳子
山彦正
声 - 野沢那智
黒部
父親の仕事の関係で日本各地を点々とする。転校してきてレスリング部に入る。東と最初は対立するが、やがて無二の親友となる。東の主将就任の際には、わざと悪役を引き受けて対戦することで部員を説得する。
小鹿久平
虚弱体質であったが、東の勧めでレスリング部に入部。やがて副将になる。
嵐大作先生
声 - 小林修
レスリング部の顧問を務める家庭科の教師。東たちのよき理解者。若い頃、黒部の父親とはライバル関係にあったが、再会した際に親しく酒を酌み交わす。

### 東のライバルたち
倉骨
東のライバル。ある大会の大将戦で、主将の代わりに出た東に勝利する。
岩国
東のライバル。柳井にある道場で共に修業するために、東は一度レスリング部を退部する。
ヘンリー
アメリカ人プロレスラー。なぜか東と決闘するが、その後親しくなる。アメリカで再会。
ジャック
東たちが遠征先で宿泊したホテルでボーイのアルバイトをしながらレスリングをしている男。得意技はローリングストーン。東のライバルとなり、メキシコオリンピックでの対戦を誓い合う。
アロウ
ブラジル出身。ジャックのローリングストーンとアニマルドロップを再現してみせる。

## テレビアニメ版
1968年4月1日から同年9月30日までフジテレビ系列 (FNN) で放送。全27話、モノクロ作品。番組製作はフジテレビと虫プロ商事が担当。アニメの実制作には虫プロダクション（旧虫プロ）が携わった。
本作は原作とは大幅に展開が異なっており、例として原作のアメリカ遠征が行われない他、キャプテン山彦は原作では病気の影響により途中でレスリング生命を終えるのに対し、アニメ版では最後まで東の一番の強敵として立ちはだかる。また、学校の描写が大幅に増えている他、山彦の妹こだまなどオリジナルキャラクターも多数登場する。

### スタッフ
- 監督・演出監修 - 杉山卓
- プロデューサー - 池内辰夫、別所孝治
- プロデューサー補 - 岸本吉功
- 撮影監督 - 大岩久剛
- 美術監督 - 影山勇
- 現像 - 東洋現像所
- 資料 - 三上康雄
- 編集 - 古川雅士
- 音楽 - 玉木宏樹
- 演奏 - アンサンブル57
- 効果・録音 - アオイスタジオ
- 音響監督 - 明田川進
- 技術監督 - 土屋旭
- 作画監督 - 宮本貞雄
- 設定制作 - 柴山達雄

### 主題歌
オープニングテーマ「アニマル1の歌」
作詞 - 武井君子 / 作曲・編曲 - 玉木宏樹 / 歌（オリジナル） - 朱里エイコ / 歌（コロムビアレコード版） - 鶴間えり、コロムビアゆりかご会
※キングレコード版は「アニマル1の歌」、コロムビアレコード版は「アニマル1のうた」と表記
エンディングテーマ「ナナ子の歌」
作詞 - 武井君子 / 作曲・編曲 - 玉木宏樹 / 歌（オリジナル） - 葉村エツコ / 歌（コロムビアレコード版） - 額田和代、コロムビアゆりかご会
※キングレコード版は「ナナ子の歌」、コロムビアレコード版は「ナナ子のうた」と表記

### 各話リスト
| 話数 | サブタイトル               | 脚本     | 演出            | 放送日        |
| ---- | -------------------------- | -------- | --------------- | ------------- |
| 1    | アニマル1は殺しの番号      | 山崎忠昭 | 杉山卓          | 1968年 4月1日 |
| 2    | くたばれ!レスリング        | 雪室俊一 | 波多正美        | 4月8日        |
| 3    | お茶に手を出すな!          | 雪室俊一 | 富野喜幸        | 4月15日       |
| 4    | 小さなおふくろさん         | 辻真先   | 高橋良輔        | 4月22日       |
| 5    | おぶって進め               | 山崎忠昭 | 杉山卓          | 4月29日       |
| 6    | 泣くな兄ちゃん             | 雪室俊一 | 西牧秀雄        | 5月6日        |
| 7    | 負けてたまるか             | 雪室俊一 | 杉山卓          | 5月13日       |
| 8    | チピはチピでも             | 辻真先   | 小田良          | 5月20日       |
| 9    | 番長に食わせるな           | 川崎泰民 | 杉山卓          | 5月27日       |
| 10   | 史上最大のワン公           | 山崎忠昭 | 西牧秀雄        | 6月3日        |
| 11   | 俺はキャプテン候補生       | 雪室俊一 | 南川博          | 6月10日       |
| 12   | 決戦前夜                   | 川崎泰民 | 赤堀幹治        | 6月17日       |
| 13   | すばらしきライバル         | 川崎泰民 | 小田良          | 6月24日       |
| 14   | キャプテンシックス海へ行く | 辻真先   | 高橋良輔        | 7月1日        |
| 15   | これがアニマル回転だ!      | 辻真先   | 斉出光布 杉山卓 | 7月8日        |
| 16   | がんばれアニマルシックス   | 川崎泰民 | 杉山卓          | 7月15日       |
| 17   | ウルトラ爺いがやって来た   | 山崎忠昭 | 西牧秀雄        | 7月22日       |
| 18   | 俺は西へ行く               | 雪室俊一 | 内田有紀彦      | 7月29日       |
| 19   | けんか祭りだワッショイ!    | 雪室俊一 | 高橋良輔        | 8月5日        |
| 20   | プロレス対アマレス         | 山崎忠昭 | 杉山卓          | 8月12日       |
| 21   | 決闘48メートル             | 雪室俊一 | 内田有紀彦      | 8月19日       |
| 22   | 友よ、さらば               | 山崎忠昭 | 小田良          | 8月26日       |
| 23   | 兄ちゃんを鍛えろ           | 辻真先   | 南川博          | 9月2日        |
| 24   | 台風を吹っ飛ばせ           | 辻真先   | 杉山卓          | 9月9日        |
| 25   | キャプテンの正体           | 川崎泰民 | 南川博          | 9月16日       |
| 26   | 汚れた英雄                 | 雪室俊一 | 高橋良輔        | 9月23日       |
| 27   | はばたけメキシコの空へ     | 川崎泰民 | 杉山卓          | 9月30日       |

### 放送局
放送対象地域と系列は、本作放送当時のものを記載。
| 放送対象地域 | 放送局       | 系列                          | 放送日時            | 備考                     |
| ------------ | ------------ | ----------------------------- | ------------------- | ------------------------ |
| 関東広域圏   | フジテレビ   | フジテレビ系列                | 月曜 19:30 - 20:00  | 製作局                   |
| 中京広域圏   | 東海テレビ   | フジテレビ系列                | 月曜 19:30 - 20:00  | [ 2 ]                    |
| 近畿広域圏   | 関西テレビ   | フジテレビ系列                | 月曜 19:30 - 20:00  |                          |
| 福岡県       | テレビ西日本 | フジテレビ系列                | 月曜 19:30 - 20:00  |                          |
| 北海道       | 札幌テレビ   | 日本テレビ系列                | 月曜 18:00 - 18:30  |                          |
| 青森県       | 青森放送     | 日本テレビ系列                | 月曜 18:00 - 18:30  |                          |
| 秋田県       | 秋田放送     | 日本テレビ系列                | 月曜 17:28 - 17:58  |                          |
| 山形県       | 山形放送     | 日本テレビ系列                | 土曜 18:15 - 18:45  |                          |
| 岩手県       | 岩手放送     | TBS系列                       | 火曜 18:00 - 18:30  |                          |
| 宮城県       | 仙台放送     | 日本テレビ系列 フジテレビ系列 | 火曜 18:00 - 18:30  |                          |
| 福島県       | 福島テレビ   | 日本テレビ系列 TBS系列        | 金曜 18:15 - 18:45  |                          |
| 新潟県       | 新潟放送     | TBS系列                       | 金曜 17:30 - 18:00  |                          |
| 富山県       | 北日本放送   | 日本テレビ系列                | 金曜 18:15 - 18:45  |                          |
| 石川県       | 北陸放送     | TBS系列                       | 火曜 18:00 - 18:30  | 1968年10月1日まで放送    |
| 福井県       | 福井放送     | 日本テレビ系列                | 火曜 18:00 - 18:30  |                          |
| 山梨県       | 山梨放送     | 日本テレビ系列                | 月曜 18:00 - 18:30  |                          |
| 長野県       | 信越放送     | TBS系列                       | 火曜 18:00 - 18:30  |                          |
| 静岡県       | 静岡放送     | TBS系列                       | 水曜 17:00 - 17:30  |                          |
| 島根県       | 山陰放送     | TBS系列                       | 火曜 18:00 - 18:30  | 当時は島根県のみの県域局 |
| 鳥取県       | 日本海テレビ | 日本テレビ系列                | 金曜 18:00 - 18:30  | 当時は鳥取県のみの県域局 |
| 広島県       | 広島テレビ   | 日本テレビ系列 フジテレビ系列 | 金曜 18:00 - 18:30  |                          |
| 山口県       | 山口放送     | 日本テレビ系列                | 金曜 18:00 - 18:30  |                          |
| 徳島県       | 四国放送     | 日本テレビ系列                | 火曜 18:00 - 18:30  |                          |
| 香川県       | 西日本放送   | 日本テレビ系列                | 金曜 18:00 - 18:30> |                          |
| 愛媛県       | 南海放送     | 日本テレビ系列                | 金曜 18:00 - 18:30> |                          |
| 高知県       | 高知放送     | 日本テレビ系列                | 金曜 18:00 - 18:30> |                          |
| 長崎県       | 長崎放送     | TBS系列                       | 火曜 18:00 - 18:30  |                          |
| 熊本県       | 熊本放送     | TBS系列                       | 火曜 18:00 - 18:30  |                          |
| 大分県       | 大分放送     | TBS系列                       | 火曜 18:00 - 18:30  |                          |
| 宮崎県       | 宮崎放送     | TBS系列                       | 火曜 18:00 - 18:30  |                          |
| 鹿児島県     | 南日本放送   | TBS系列                       | 火曜 18:00 - 18:30  |                          |
| 沖縄県       | 沖縄テレビ   |                               | 水曜 18:30 - 19:00  |                          |

| フジテレビ 月曜19:30枠                     | フジテレビ 月曜19:30枠                     | フジテレビ 月曜19:30枠                                        |
| 前番組                                     | 番組名                                     | 次番組                                                        |
| ------------------------------------------ | ------------------------------------------ | ------------------------------------------------------------- |
| 怪獣王子 （1967年10月2日 - 1968年3月25日） | アニマル1 （1968年4月1日 - 1968年9月30日） | 妖怪人間ベム（アニメ第1作） （1968年10月7日 - 1969年3月31日） |

## その他
本作のタイトルであり一郎のあだ名でもある「アニマル1」は、公式戦186連勝でギネスブックにも掲載された1964年東京オリンピックの金メダリスト・渡辺長武（フリースタイル、フェザー級）のニックネーム「アニマル」に由来する。